# André Vermeulen (journalist)
André Leopold Adiel Vermeulen (Brugge, 25 oktober 1955) is een Belgische journalist en voormalig nieuwsanker van de Vlaamse publieke omroep VRT. Hij maakte regelmatig reportages voor Het Journaal over onderwerpen als muziek, showbusiness, de monarchie en buitenlandse zaken (Italië, Spanje, Latijns-Amerika).
Vermeulen studeerde Germaanse talen aan de KULAK en vervolgens de KU Leuven. Hij was jaargenoot van Martine Tanghe, Kristien Hemmerechts en Jan Hautekiet.
Vermeulen is vooral bekend door zijn verslaggeving over het Eurovisiesongfestival. Van 1991 tot en met 2013 gaf hij rechtstreeks commentaar voor de VRT op het Eurovisiesongfestival. Enkel in 1996 was hij niet verantwoordelijk voor het commentaar. Van 1997 tot en met 2010 presenteerde Vermeulen samen met om de beurt Anja Daems en Bart Peeters. In 2011 presenteerde hij samen met Sven Pichal, in 2012 samen met Peter Van de Veire en in 2013 met Tom De Cock. Sindsdien is hij enkel nog verslaggever over het festival in Het Journaal. Behalve als commentator op het festival zelf, werd hij ook bekend als jurylid in Eurosong, de Belgische preselectie voor het Eurovisiesongfestival.
In 2010 ontstond er een relletje rond Vermeulen, toen de VRT besliste om de commentatoren het festival vanuit Brussel te laten becommentariëren. De financiële crisis was het excuus voor deze beslissing. Vermeulen was hierover niet te spreken en uitte openlijk kritiek op zijn werkgever in de pers.
In 2020 ging Vermeulen met pensioen.
In 2021 publiceerde hij Van Canzonissima tot Eurosong. 65 Jaar Belgische preselecties voor het Eurovisiesongfestival, een boek met reconstructies van de Nederlandstalige en de Franstalige preselecties van België voor het Songfestival, inclusief alle voorrondes.
- International Standard Name Identifier: 0000 0004 2649 9110
- Library of Congress Control Number: n2014044976
- Nederlandse Thesaurus van Auteursnamen: 370346068
- Système universitaire de documentation: 228962625
- Virtual International Authority File: 306324711
- WorldCat: E39PBJtrTCx6hwDWfpJkGtjpyd